# Galar (concejo)
Galar  es una localidad española y un concejo de la Comunidad Foral de Navarra  perteneciente al municipio de la  Cendea de Galar. Su población en 2014 fue de  125 habitantes (INE).

## Geografía
La localidad se encuentra situada en la parte central de la Comunidad Foral de Navarra, al sur de la Cuenca de Pamplona y al noroeste de la Cendea de Galar. Su término concejil tiene una superficie de 5,06 km² y limita al norte con el concejo de Gazólaz en la Cendea de Cizur y con el  municipio de Zizur Mayor, al sur con el concejo de Subiza, al este con el de Esparza de Galar y al oeste con el de Guenduláin en la Cendea de Cizur.

## Comunicaciones
| Eskualdeko Hiri Garraioa/Transporte Urbano Comarcal |   |
| Taxi Iruñerria                                      |   |
| Zona                                                | B |
| Estaciones                                          |   |